# سیارک ۴۵۴۰
سیارک ۴۵۴۰ (به انگلیسی: 4540 Oriani، نامگذاری:1988VY1) چهار هزار و پانصد و چهلمین سیارک کشف شده‌است که در ۶ نوامبر ۱۹۸۸ کشف شد.
قدر مطلق سیارک برابر ۱۲٫۱۰ است.